# Primera División de Gozo 2015-16
La Primera División de Gozo 2015-16 fue la edición número 69 de la Primera División de Gozo, estuvo organizada por la Asociación de Fútbol de Gozo. El torneo también es conocido como BOV Primera división por razones de patrocinio, al ser auspicida por el Bank of Valletta
Al final de la temporada el último club clasificado descenderá a la Segunda División de Gozo 2016-17. Nadur Youngsters abandonó la división por lo cual se jugará con tan solo 7 equipos.

## Equipos participantes
| Club                    | Pos.    |
| ----------------------- | ------- |
| Xewkija Tigers          | 1°      |
| Victoria Hotspurs       | 3°      |
| Kercem Ajax             | 4°      |
| S.K. Victoria Wanderers | 5°      |
| Oratory Youths          | 6°      |
| St. Lawrence Spurs      | 7°      |
| Għajnsielem F.C.        | 1° (SD) |

### Ascensos y descensos
| Pos. | Ascendido de la Segunda División 2014-15 a la Primera División 2015-16 |
| ---- | ---------------------------------------------------------------------- |
| 1°   | Għajnsielem F.C.                                                       |

| Pos. | Descendido de la Primera División 2014-15 a la Segunda División 2015-16 |
| ---- | ----------------------------------------------------------------------- |
| 2°   | Nadur Youngsters                                                        |
| 8°   | Sannat Lions                                                            |

## Tabla de posiciones
Actualizado el 30 de septiembre de 2016
| Pos. | Club                    | PJ | PG | PE | PP | GF | GC | DG  | Pts. |
| ---- | ----------------------- | -- | -- | -- | -- | -- | -- | --- | ---- |
| 1°   | Xewkija Tigers          | 18 | 14 | 2  | 2  | 52 | 21 | +31 | 44   |
| 2°   | Għajnsielem F.C.        | 18 | 14 | 2  | 2  | 45 | 17 | +28 | 44   |
| 3°   | Kercem Ajax             | 18 | 11 | 2  | 5  | 36 | 24 | +12 | 35   |
| 4°   | Victoria Hotspurs       | 18 | 8  | 2  | 8  | 27 | 33 | -6  | 26   |
| 5°   | Oratory Youths          | 18 | 4  | 2  | 12 | 17 | 28 | -11 | 14   |
| 6°   | S.K. Victoria Wanderers | 18 | 4  | 2  | 12 | 14 | 29 | -15 | 14   |
| 7°   | St. Lawrence Spurs      | 18 | 1  | 2  | 15 | 8  | 47 | -39 | 5    |

|  | Campeón                                  |
|  | Descendido a la Segunda División 2016-17 |